# Шейх, Захид
Мухаммад Захид Шейх (англ. Muhammad Zahid Sheikh, 14 декабря 1949, Сиалкот, Пакистан — 29 января 2010, Лахор, Пакистан) — пакистанский хоккеист (хоккей на траве), нападающий. Серебряный призёр летних Олимпийских игр 1972 года

## Биография
Захид Шейх родился 14 декабря 1949 года в пакистанском городе Сиалкот.
В 1972 году вошёл в состав сборной Пакистана по хоккею на траве на Олимпийских играх в Мюнхене и завоевал серебряную медаль. Играл на позиции нападающего, провёл 1 матч, мячей не забивал.
В 1969—1976 годах провёл за сборную Пакистана 34 матча, забил 8 мячей.
Умер 29 января 2010 года в пакистанском городе Лахор.